# Birzberg, Honigsack/Kappelberghang bei Fechingen
Das Naturschutzgebiet Birzberg, Honigsack/Kappelberghang bei Fechingen liegt auf dem Gebiet der Stadt Saarbrücken im Regionalverband Saarbrücken im Saarland.
Das rund 188 ha große Gebiet erstreckt sich südöstlich der Kernstadt Saarbrücken und südlich von Fechingen. Durch den westlichen Teil des Gebietes hindurch verläuft die Landesstraße L 105. Nördlich fließt der Saarbach, ein rechter Zufluss der Saar, und verläuft die L 107. Westlich verläuft die B 51, fließt die Saar und verläuft die Staatsgrenze zu Frankreich.

## Bedeutung
Das Gebiet ist seit dem 12. Februar 2016 unter der Kennung NSG-N-6808-301 als Naturschutzgebiet ausgewiesen.

## Orchideen am Birzberg

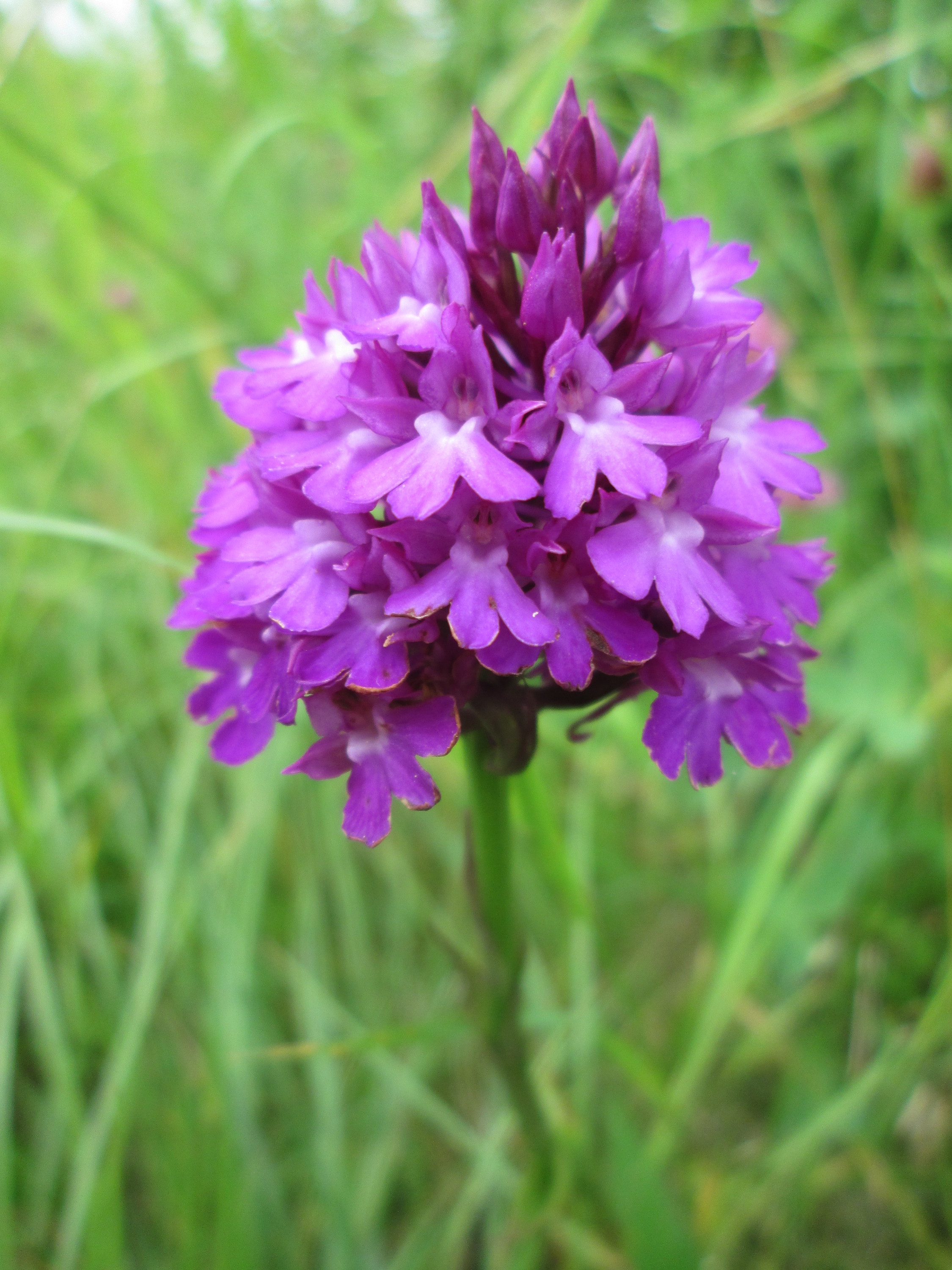
Anacamptis pyramidalis
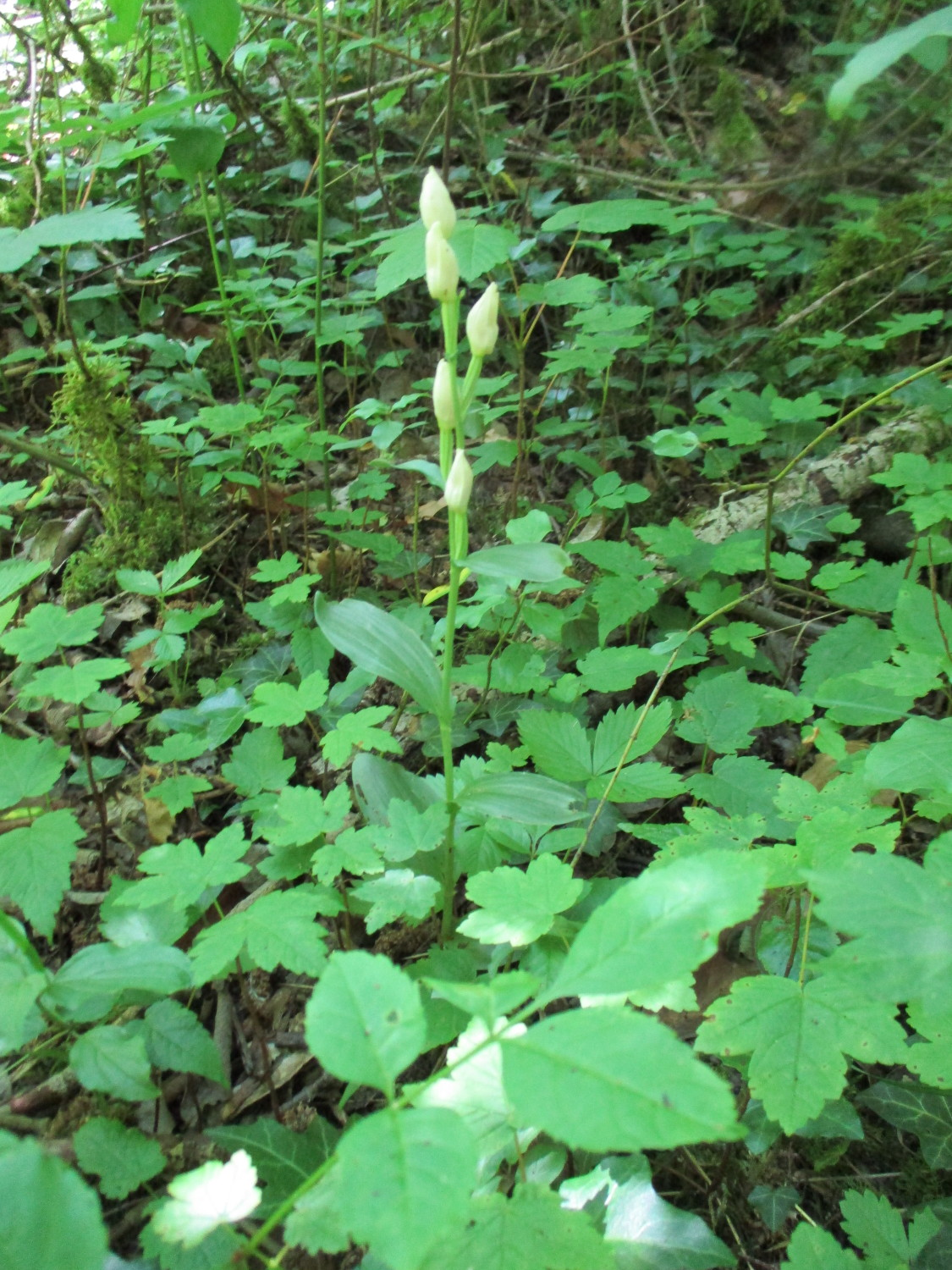
Cephalanthera damasonium
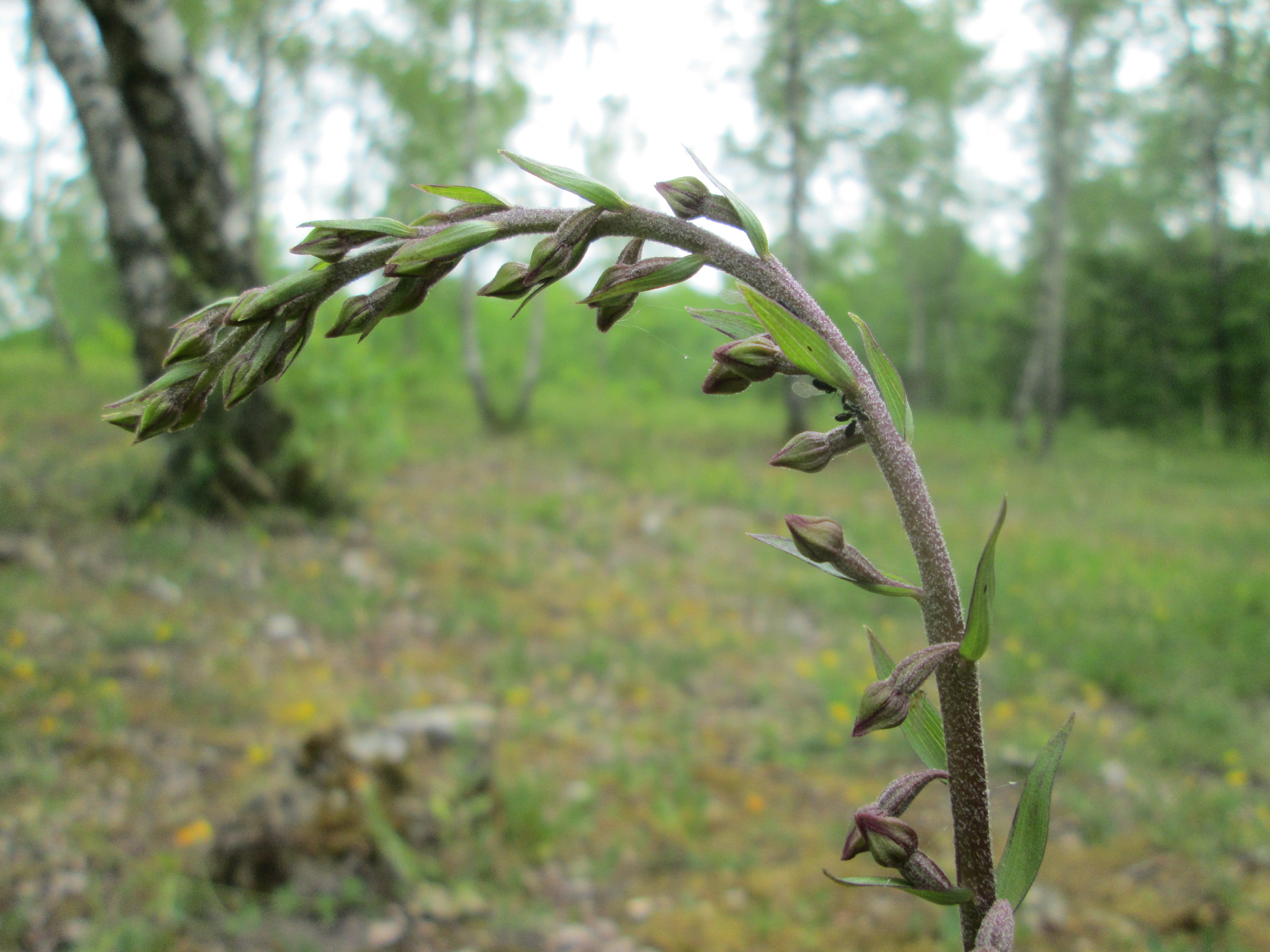
Epipactis atrorubens
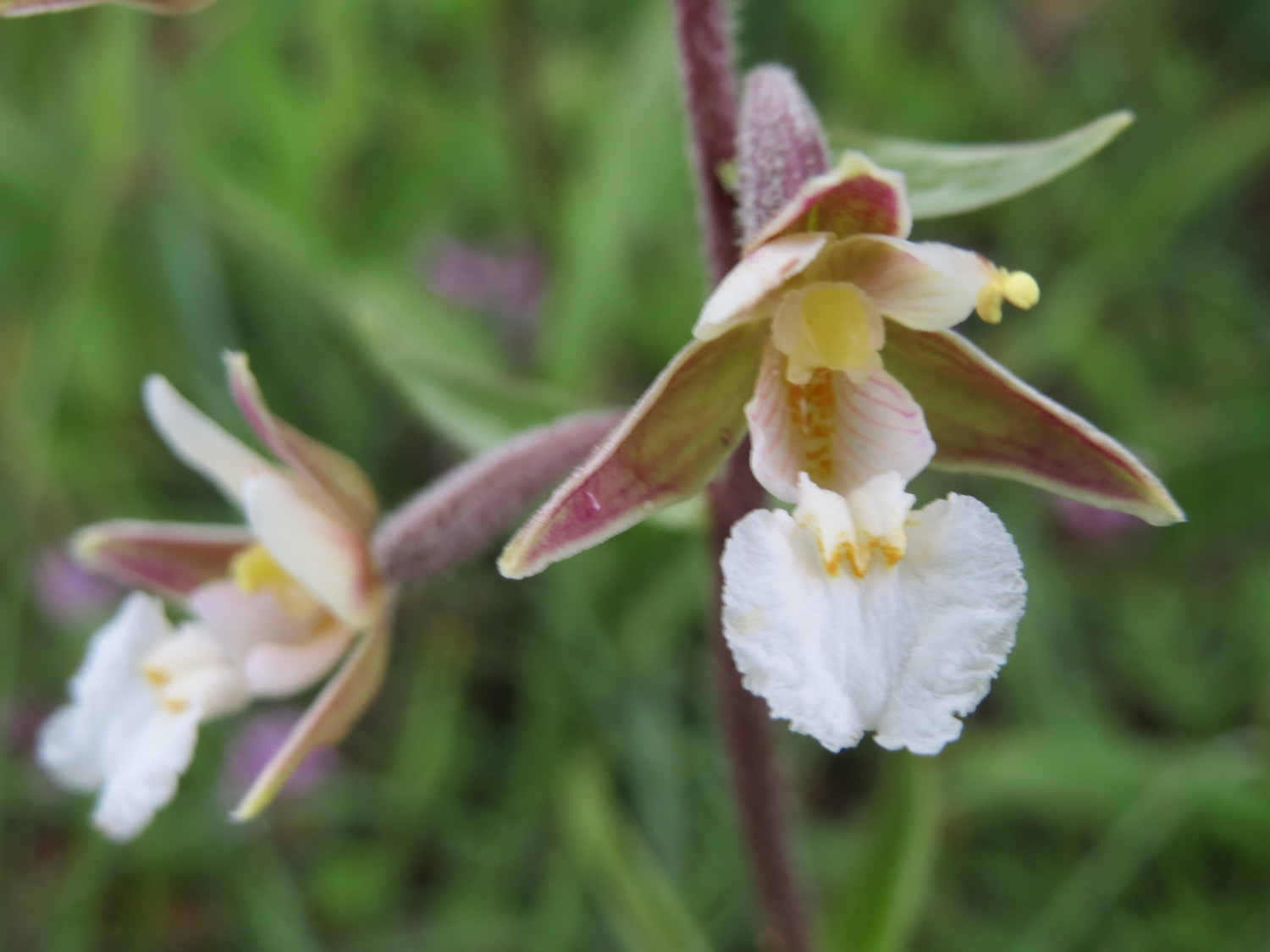
Epipactis palustris
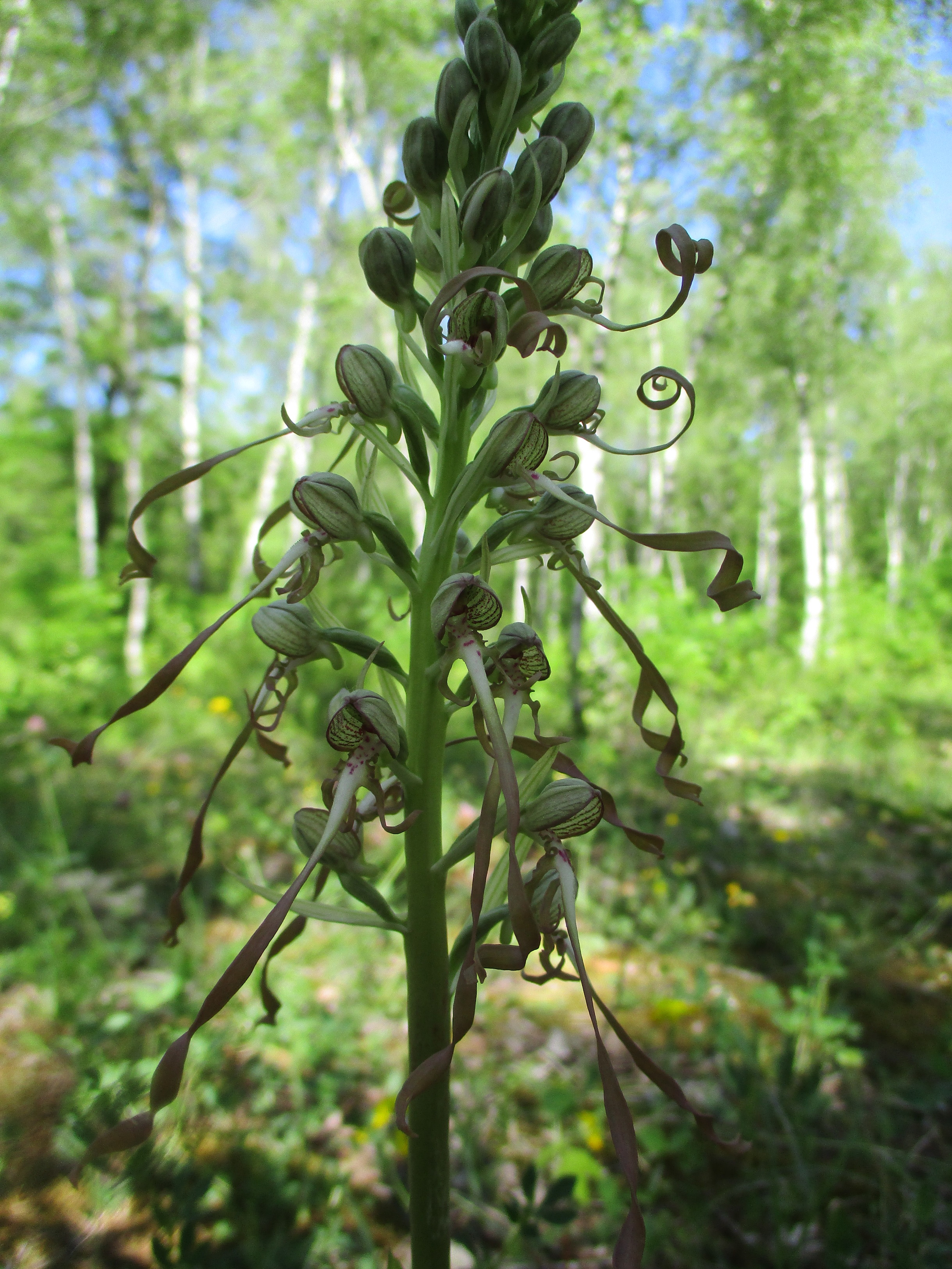
Himantoglossum hircinum
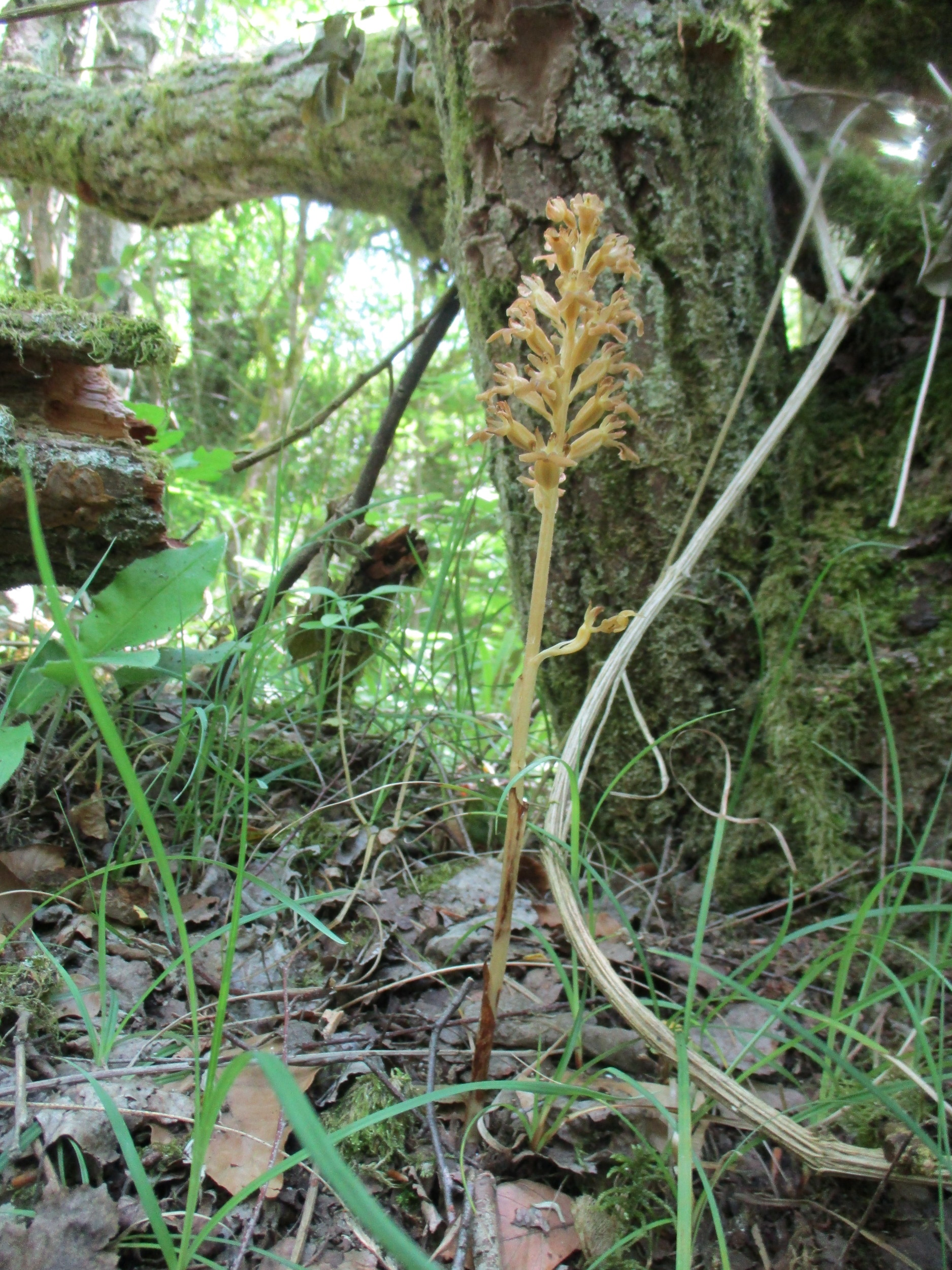
Neottia nidus-avis
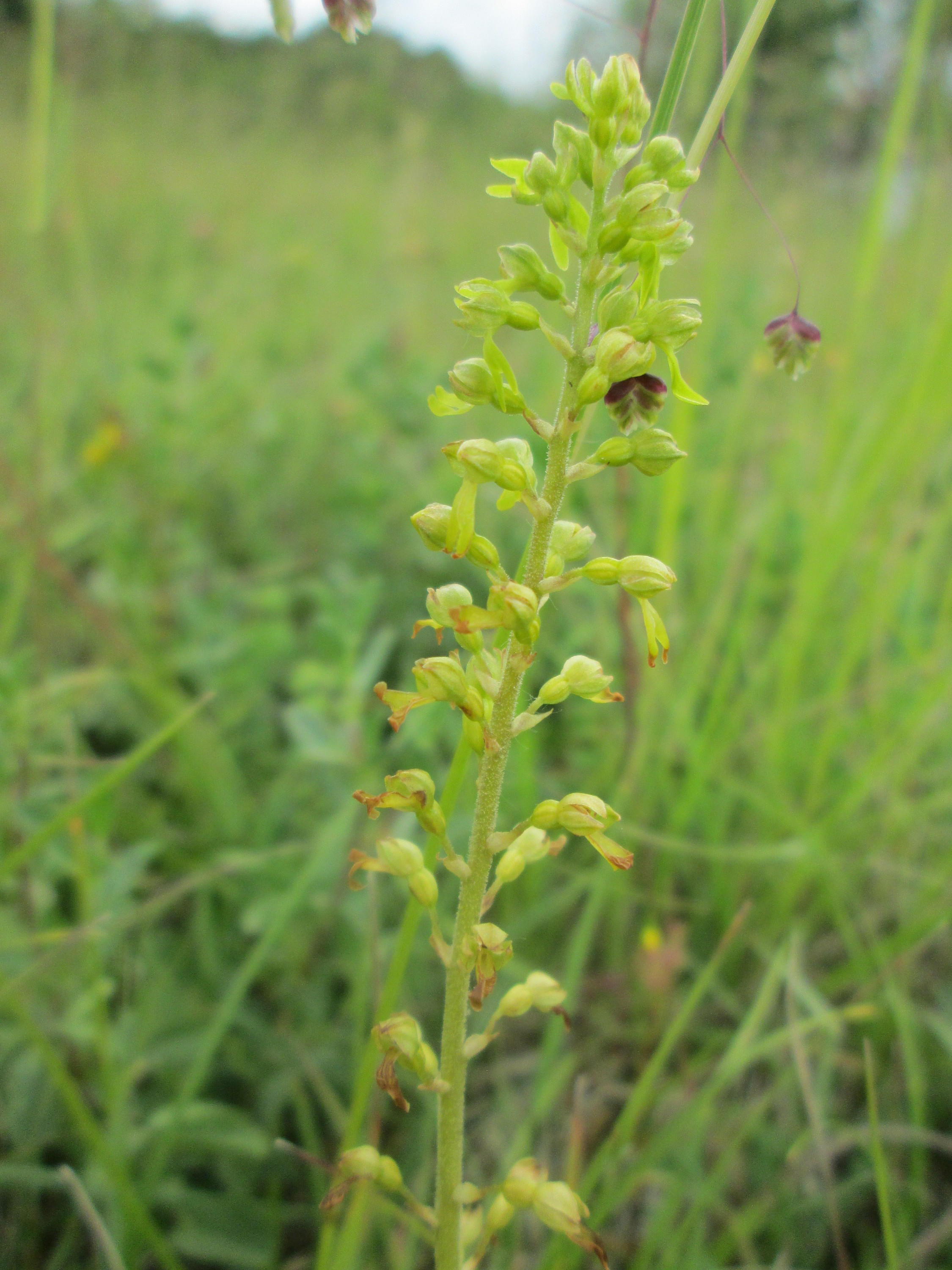
Neottia ovata
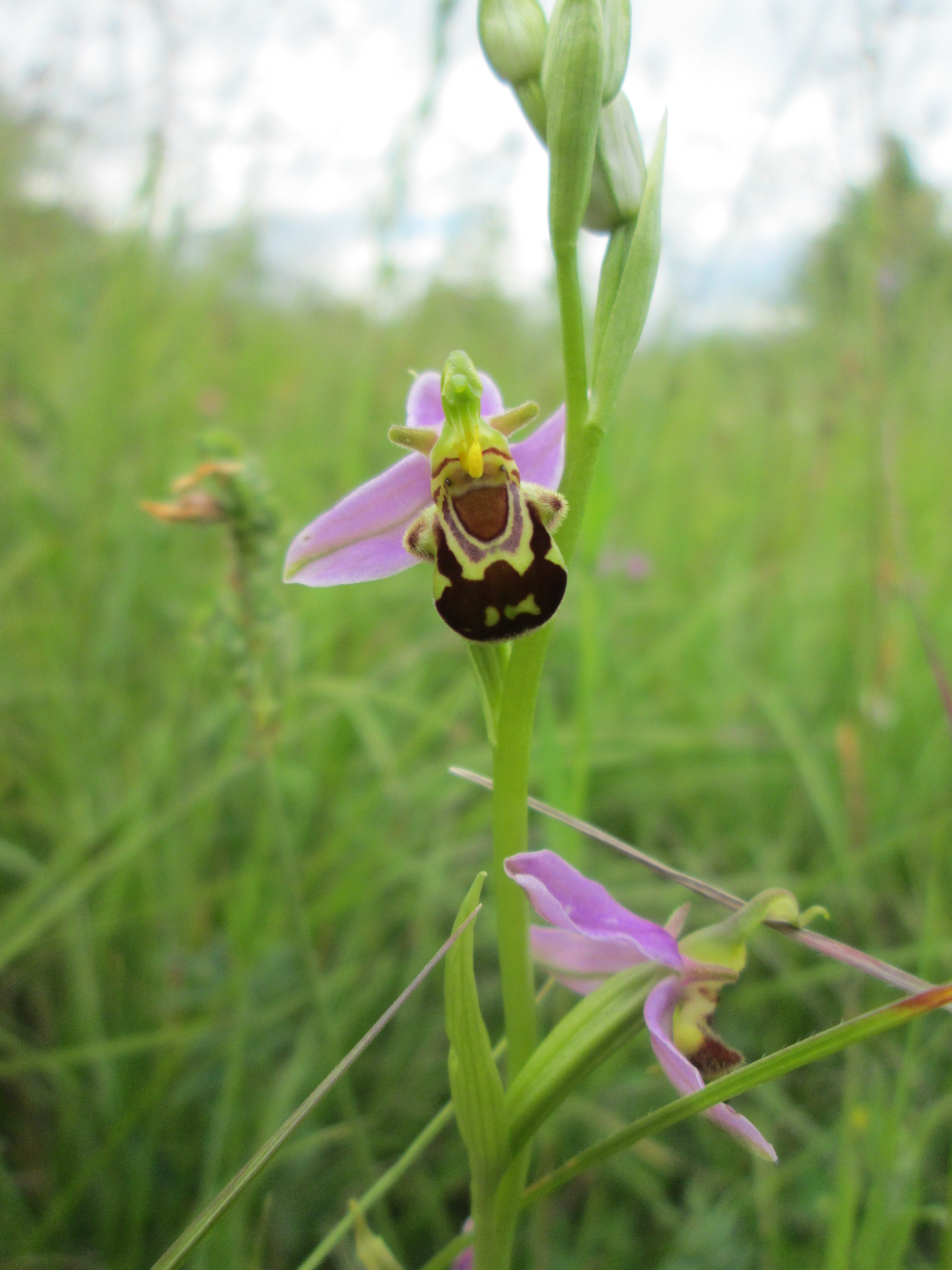
Ophrys apifera
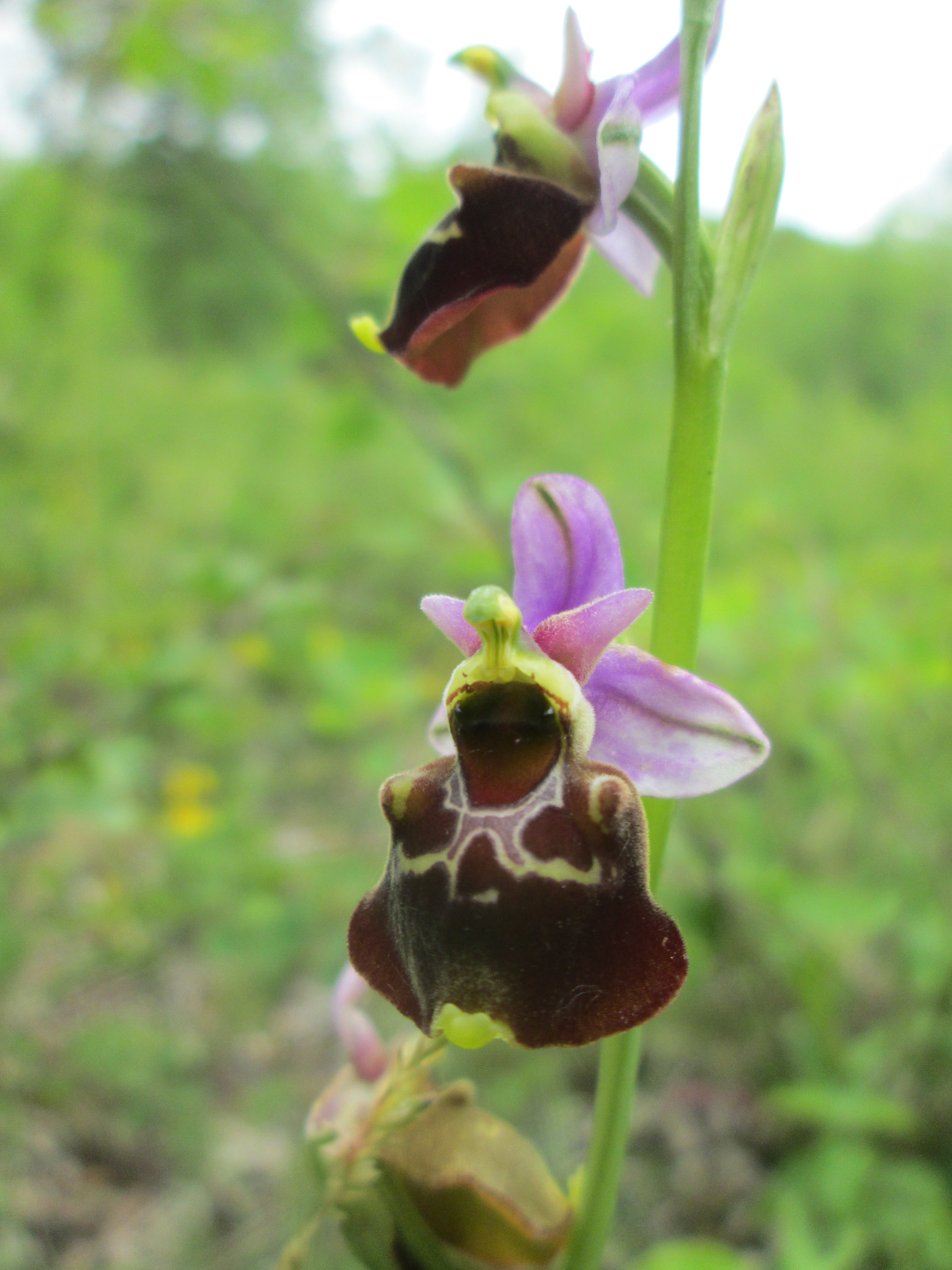
Ophrys holoserica
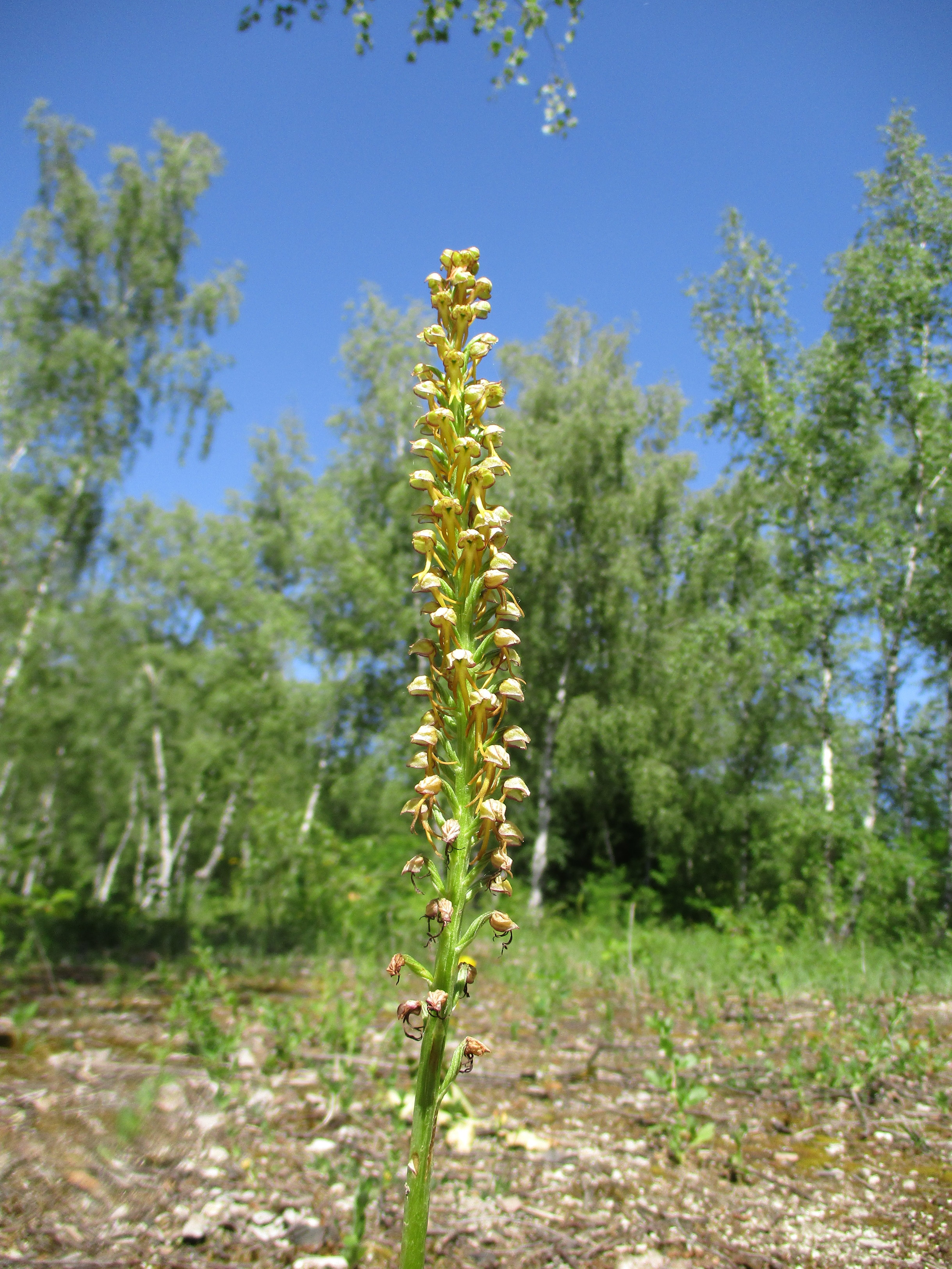
Orchis anthropophora
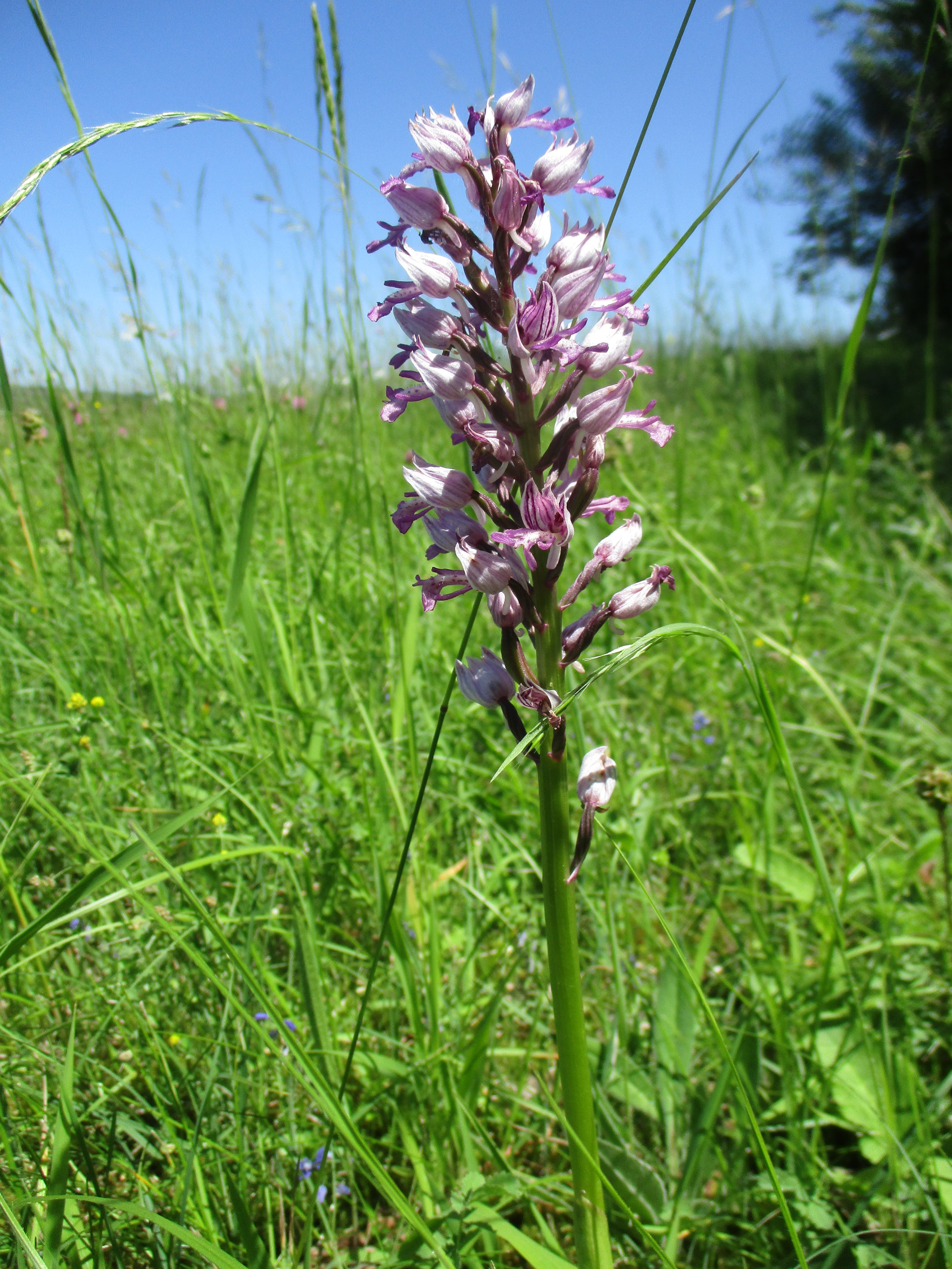
Orchis militaris
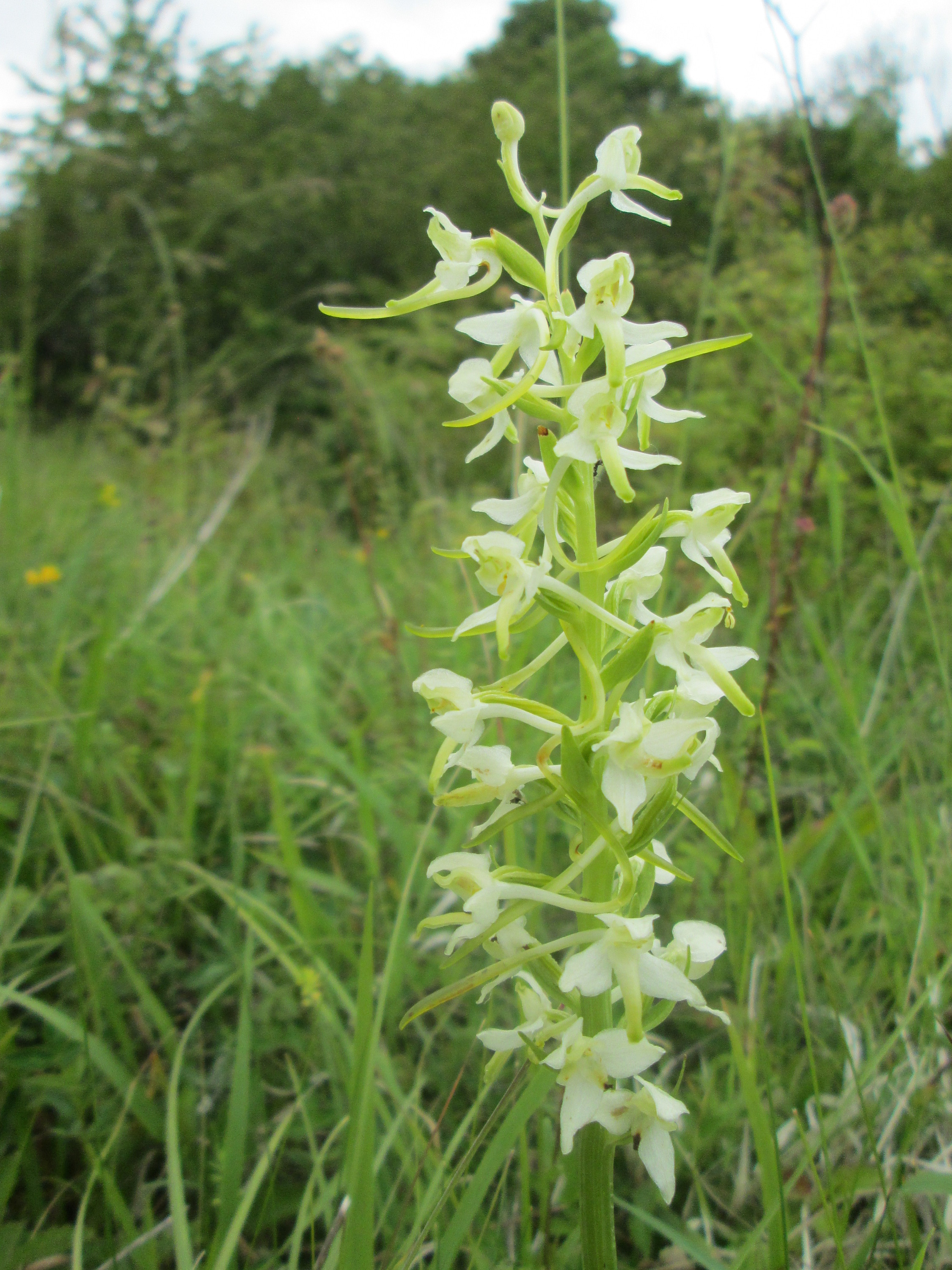
Platanthera bifolia